# Choerophryne
Choerophryne is een geslacht van kikkers uit de familie smalbekkikkers (Microhylidae). De groep werd voor het eerst wetenschappelijk beschreven door Van Kampen in 1914.
Het geslacht Choerophryne telt 31 verschillende soorten, inclusief een tweetal recent beschreven soorten uit 2015. Vroeger was het soortenaantal lager, dit komt omdat alle soorten uit het niet meer erkende geslacht Albericus in deze groep zijn ondergebracht. 
Alle soorten komen voor in Azië en zijn endemisch in Nieuw-Guinea.

## Taxonomie
Geslacht Choerophryne
- Soort Choerophryne allisoni
- Soort Choerophryne alpestris
- Soort Choerophryne amomani
- Soort Choerophryne arndtorum
- Soort Choerophryne brevicrus
- Soort Choerophryne brunhildae
- Soort Choerophryne bryonopsis
- Soort Choerophryne burtoni
- Soort Choerophryne darlingtoni
- Soort Choerophryne epirrhina
- Soort Choerophryne exclamitans
- Soort Choerophryne fafniri
- Soort Choerophryne gracilirostris
- Soort Choerophryne grylloides
- Soort Choerophryne gudrunae
- Soort Choerophryne gunnari
- Soort Choerophryne laurini
- Soort Choerophryne longirostris
- Soort Choerophryne microps
- Soort Choerophryne murrita
- Soort Choerophryne nigrescens
- Soort Choerophryne pandanicola
- Soort Choerophryne proboscidea
- Soort Choerophryne rhenaurum
- Soort Choerophryne rostellifer
- Soort Choerophryne sanguinopicta
- Soort Choerophryne siegfriedi
- Soort Choerophryne swanhildae
- Soort Choerophryne tubercula
- Soort Choerophryne valkuriarum
- Soort Choerophryne variegata

Aphantophryne · 
Asterophrys · 
Austrochaperina · 
Barygenys · 
Callulops · 
Choerophryne · 
Cophixalus · 
Copiula · 
Gastrophrynoides · 
Genyophryne · 
Hylophorbus · 
Liophryne · 
Mantophryne · 
Metamagnusia · 
Oninia · 
Oreophryne · 
Oxydactyla · 
Paedophryne · 
Pseudocallulops · 
Sphenophryne · 
Xenorhina